# Michel Caron (homme politique)
Pour les articles homonymes, voir Michel Caron et Caron.
Michel Caron (né le 14 janvier 1763, mort le 26 décembre 1831) était une figure politique dans le Bas-Canada. Il a représenté le Saint-Maurice dans l'Assemblée législative du Bas-Canada de 1804 à 1814. Il signait sous le nom de Michel Caront.

## Biographie
Il est né à Saint-Roch-des-Aulnaies, le fils de Michel Caron et de Marie-Josephte Parent. Il s'est marié en 1787 avec Marie-Anne Trahan, qui était de descendance acadienne. En 1783, il s'est installé à la propriété dans la seigneurie d'Yamachiche qui avait été acquis par son père et était connu comme le village des Carons. En 1812, Caron a été appelé comme commissionnaire dans le but de prendre le serment de fidélité pour la paroisse Yamachiche. Il a fait partie d'un groupe de chanteurs connus comme 'Chanteurs de Machiche'. Caron a aussi été appelé comme juge de paix. Il n'a pas couru pour la réélection à l'assemblée en 1814. Caron est mort à Yamachiche en 1831.